# Marie-Henriette de La Tour d'Auvergne
Marie-Henriette de La Tour d'Auvergne née le 24 octobre 1708 et décédée le 28 juillet 1728 est un membre de la famille de La Tour d'Auvergne. Elle est marquise de Bergen op Zoom en 1710, à la mort de son père.

## Biographie
Elle est le seul enfant de François-Egon de La Tour d'Auvergne et de Marie-Anne de Ligne, fille de Philippe-Charles François d'Arenberg. 
Elle épouse le 15 février 1722 Jean-Christian de Palatinat-Soulzbach, fils de Théodore-Eustache de Palatinat-Soulzbach et de Marie-Éléonore de Hesse-Rheinfels. Le couple a deux enfants, : 
- Charles-Théodore de Bavière
- Comtesse Palatine Marie Anne Louise Henriette de Soulzbach (20 mai 1728 - 25 juin 1728)

Elle meurt à Hilpoltstein un mois après le décès de sa fille. 
En 1731, quatre ans après sa mort, son mari épouse Éléonore de Hesse-Rheinfels-Rotenbourg, une fille d'Ernest-Léopold de Hesse-Rheinfels-Rotenbourg et d'Éléonore de Löwenstein-Wertheim-Rochefort. Le couple n'a pas d'enfants.

## Sources
- (en) « Princess Maria Henriette de La Tour d'Auvergne », sur genealogics.org (consulté le 13 mars 2017)